# أحمد ليمان
أحمد ليمان (1951 - 15 أغسطس 2006) هو لاعب كرة قدم مغربي سابق، شغل مركز قلب دفاع في المنتخب المغربي وبعدة أندية مغربية مثل المغرب الفاسي.

## مسيرته
وُلد أحمد ليمان في قرية القصيبة سنة 1951. بدأ مساره الكروي بنادي القصيبة مسقط رأسه، ومنه انتقل إلى نادي الجيش الملكي على سبيل الإعارة، ثم عاد مجددا إلى نادي القصيبة الذي كان مجرد محطة انطلاق جديدة صوب نادي شباب أطلس خنيفرة، ومنه إلى نادي المغرب الفاسي (من 1970 إلى 1982) وهي الفترة التي انضم فيها إلى صفوف المنتخب المغربي. قبل أن يُنهي مساره بنادي الاتحاد القاسمي.
سنة 1979، لعب أول مباراة دولية رفقة المنتخب المغربي وكانت ضد المنتخب الجزائري.·وفي سنة 1980، تم استدعاؤه لتمثيل المنتخب المغربي لكأس الأمم الإفريقية 1980. في تلك البطولة، لعب خمس مباريات، واحتل مع المنتخب المغربي المركز الثالث.
وعلى امتداد مساره المهني تقلد ليمان العديد من الوظائف، في المكتب الوطني للتسويق والتصدير وصندوق الإيداع والتدبير ثم الديوان الملكي.

## الألقاب
المغرب الفاسي
- كأس العرش (1):
  - البطولة: 1979-1980.

- البطولة الوطنية المغربية (1):
  - البطولة: 1982-1983.

## وفاته
في منتصف شهر غشت من سنة 2006، تُوفي أحمد ليمان بإحدى مصحات العاصمة الرباط، بعد مدة من تواجده في العناية المركزة.

## روابط خارجية
- أحمد ليمان على موقع قاعدة بيانات كرة القدم.إي يو (الإنجليزية)